# السيدة دالاوي
السيدة دالاوي (بالإنجليزية: Mrs Dalloway)‏ رواية للكاتبة فيرجينيا وولـف، تصف الرواية بإسهاب يومًا في حياة كلاريسا دالاوي، شخصية خيالية لامرأة تنتمي للمجتمع الراقي في إنجلترا ما بعد الحرب العالمية الأولى. وهي واحدة من روايات وولف الأوسع شهرة.
تتطرّق هذه الرواية، التي تتألّف من قصّتين قصيرتين، قصة «السيدة دالاوي في شارع بوند» وقصة «رئيس الوزراء» غير المكتملة، إلى استعدادات كلاريسا لحفلٍ ستستضيفه في ذلك المساء. من خلال منظورٍ داخلي، تسافر القصة إلى الماضي والمستقبل، داخل وخارج عقول الشخصيات لترسم صورةً لحياة كلاريسا والتركيب الاجتماعي خلال فترة ما بين الحربين. في أكتوبر 2005، أُدرِجت رواية «السيدة دالاوي» في قائمة مجلّة «التايم» لأفضل 100 رواية باللغة الإنجليزية مكتوبة منذ صدور المجلة لأول مرة في عام 1923. في عام 1997 حولت صانعة الأفلام الدنماركية مارلين غوريس الرواية إلى فيلم أنتجته الممثلة البريطانية إيلين أتكينز وببطولة الممثلة فانيسا ريدغريف في الدور الرئيسي بعنوان السيدة دالاوي.

## ملخّص الحبكة
تتجول كلاريسا دالاوي في لندن خلال الصباح تحضيرًا لاستضافة حفلةٍ في ذلك المساء. يذكّرها هذا اليوم الجميل بشبابها الذي قضته في الريف في بورتون ويدفعها للتساؤل حول اختيارها لزوجها؛ فقد تزوّجت ريتشارد دالاوي الجدير بالثقة بدلًا من الغامض والمُتطلّب بيتر والش، و«لم يكن لديها خيار» أن تكون مع صديقتها المقرّبة، سالي سيتون. تراودها هذه الصراعات من جديد عقب زيارة بيتر لها ذلك الصباح.
يقضي سيبتيموس وايرن سميث، وهو من قدامى المحاربين في الحرب العالمية الأولى يعاني من إجهادٍ مؤلم، يومه في الحديقة مع زوجته الإيطالية المولد لوكريزيا، حيث يراقبهما بيتر والش. تخاطر ذهن سبتيموس هلوساتٌ متكرّرة غامضة، معظمها يخصّ صديقه العزيز إيفانز الذي تُوفي في الحرب. في وقتٍ لاحق من ذلك اليوم، وبعد أن وُصِف له الإيداع الجبري في مستشفى للأمراض النفسية، ينتحر سبتيموس بعد إقدامه على القفز من النافذة.
لقِي حفل كلاريسا في المساء نجاحًا بطيئًا. إذ يحضُرها معظم الشخصيات التي قابلتها خلال الرواية، بما في ذلك أشخاصٌ من ماضيها. تسمع كلاريسا بخبر انتحار سيبتيموس في الحفلة وسرعان ما يبدأ فعل هذا الغريب بنيل احترامها، إذ تعتبر انتحاره محاولةً للحفاظ على نقاء سعادته.